# Аббат Пьер
Аббат Пьер (фр. Abbé Pierre), в миру Анри Антуан Груэ (фр. Henri Antoine Grouès; 5 августа 1912, Лион — 22 января 2007, Париж) — французский общественно-политический деятель. Католический священник (1938).
Прозвище «аббат Пьер» Груэ получил в годы Второй мировой войны (в действительности, аббатом никогда не был), когда он принимал участие во французском движении Сопротивления, в том числе помогал еврейским беженцам. Известен также как основатель международной благотворительной организации «Эммаус» (1949).
С 2024 года его обвинили в случаях сексуального насилия над не менее чем двумя десятками женщин и детей.

## Биография
Анри Груэ был пятым ребёнком в зажиточной семье, он посещал гимназию иезуитов в Лионе и в это же время решил стать священником. Его отец, глубоко религиозный человек, в свободное время помогал бездомным: стриг их и заботился об их одежде и пропитании. В 19 лет, после паломничества в Ассизи, Анри окончательно укрепился в своём желании быть священником, вдохновлённый подвигом Франциска Ассизского.
В 20-летнем возрасте он вступил в орден францисканцев и раздал свою часть наследства бедным. После семи лет пребывания в монастыре он заболел туберкулёзом и был вынужден оставить суровую монашескую жизнь. В 1938 году Анри Груэ принял рукоположение и стал викарным священником в Гренобле.
Во время оккупации Франции в 1942—1945 году аббат Пьер помогал переправлять евреев и других граждан, подвергавшихся преследованиям нацистов и их пособников, в Швейцарию. Груэ подделывал для них документы и был активным участником Французского сопротивления.
В 1949 году он создал в городе Нёйи-Плезанс благотворительную организацию «Эммаус», призванную помогать бедным и бездомным. В том же году он купил на свои средства в пригороде Парижа полуразрушенный дом и сделал его приютом для бездомных семей.
После освобождения Франции аббат Пьер входил в состав Национальной ассамблеи Франции от Народно-республиканского движения. С 1945 по 1951 год он был независимым депутатом первого национального собрания департамента Мёрт и Мозель.
В 1951 году Аббат Пьер оставил политическую карьеру и целиком отдал себя служению людям.
Зимой 1953—1954 года во Франции стояли сильные морозы, унёсшие жизни многих людей. Аббат Пьер обратился по радио «Люксембург» с призывом помочь бездомным. Тысячи людей, среди которых были Шарль де Голль и Чарли Чаплин, откликнулись на этот призыв. На пожертвованные деньги были открыты центры для бездомных в нескольких городах Франции. Позже была запущена государственная программа по строительству жилья. Эта инициатива аббата Пьера вошла в школьные учебники Франции.
В 1960 годах Аббат Пьер вместе с Альбером Камю и Луи Лекуаном выступил в защиту уклоняющихся от военной службы в колониальных войнах Франции, он заботился о больных СПИДом, высказывался за право женщин использовать контрацепцию и за однополые союзы.
Вышедшая в свет в 2005 году книга аббата Пьера «Боже мой… Почему? Вопросы спорящего священника» стала сенсацией. В этой книге он высказался за рукоположение женщин и против целибата католических священников, а также за право гомосексуальных пар усыновлять детей.
Аббат Пьер на протяжении 30 лет возглавлял рейтинги самых популярных людей Франции. Его называли совестью Франции и Папой бедных. В 2005 году священник попросил не включать его больше в рейтинги: «Я — старый человек, я нахожусь в конце пути и говорю всем, кто так высоко ценит меня: ваша очередь быть великолепными, а я своё дело сделал».
За свою благотворительную и миротворческую деятельность аббат Пьер удостоился многих наград. Было даже предложено внести аббата Пьера в список национальных героев Франции.
В 1992 году был удостоен степени высшего офицера ордена Почётного легиона, от которого он отказался в знак протеста против недостаточной финансовой поддержки бездомных, и согласился его принять только в 2001 году.
В 1991 году стал лауреатом премии Бальцана в номинации «Человечество, мир и братство между народами»
В 2005 году в проведённом телеканалом «France 2» опросе «Величайший француз всех времён» (фр. Le plus grand Français de tous les temps) занял третью позицию после Шарль де Голля и Луи Пастера.
Аббат Пьер умер 22 января 2007 года в парижской больнице Валь-де-Грас от воспаления лёгких. В национальной панихиде в Соборе Парижской Богоматери приняли участие 25 000 человек — в том числе многие нищие и бездомные, которым помогал аббат Пьер, практически всё правительство Франции и высшие чины духовенства различных религий. Он погребён в нормандской деревушке Эствилль, в департаменте Приморская Сена, где прежде провёл несколько лет жизни.

## «Эммаус»

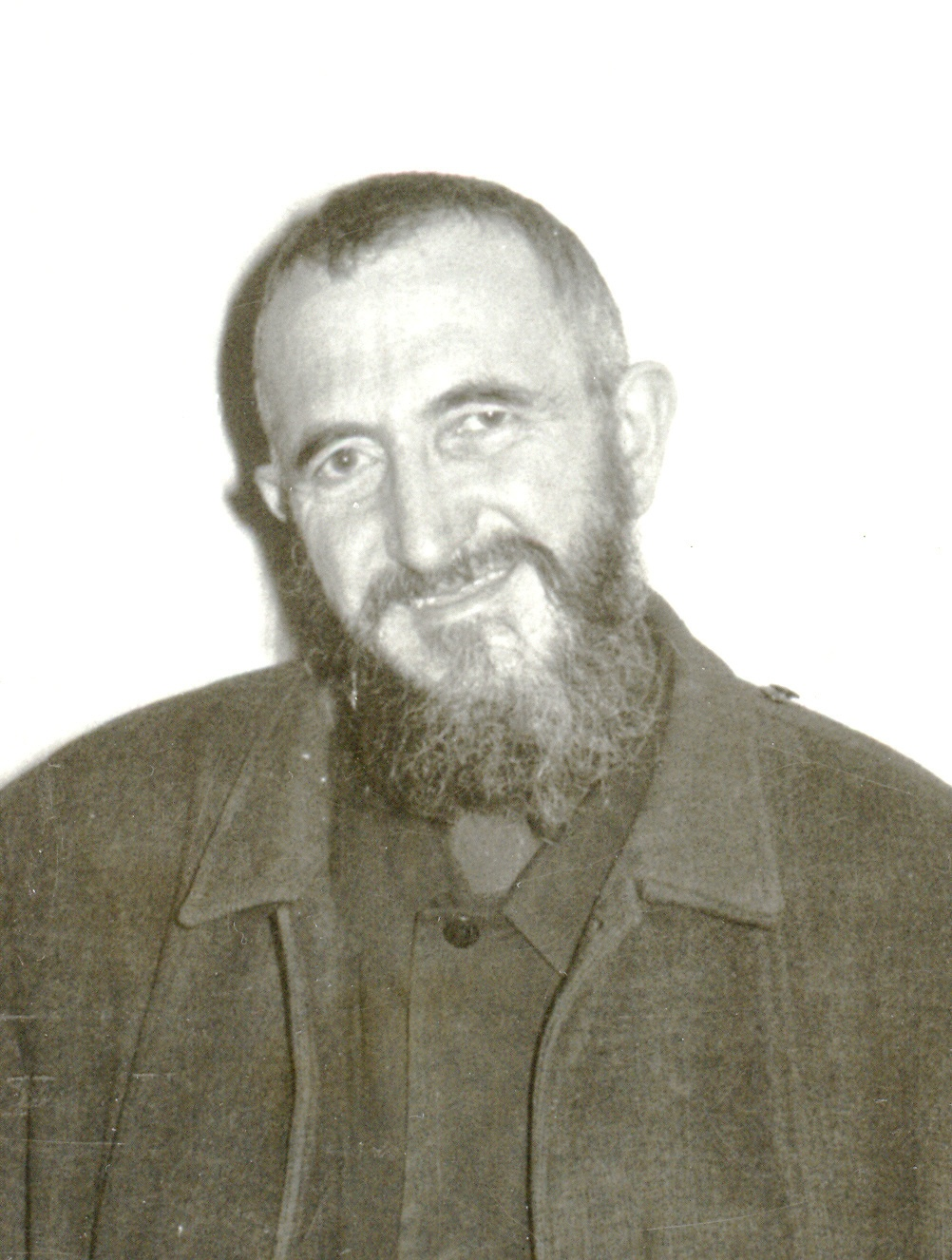
Аббат Пьер. 1980

Благотворительная организация «Эммаус» существует в 43 странах. В ней заняты 1400 сотрудников и 10 000 добровольцев. Безработные получают здесь минимальную зарплату, ремонтируя и продавая старые вещи и мебель. Нуждающиеся могут получить предметы первой необходимости. Гуманитарные инициативы «Эммауса» распространяются и на строительство школ в Африке, и на борьбу за права бездомных детей Южной Америки и против женской проституции в Боснии. Торговля подержанными товарами приносит ежегодно 118 миллионов евро. Примерно такую же сумму организация получает через пожертвования и дотации.
Аббат Пьер не дожил до реализации труда всей своей жизни: принятия в парламенте Франции законодательной инициативы, гарантирующей каждому гражданину право на жильё. Акция «Дети Дон-Кихота», проведённая в декабре 2006 года, когда для бездомных был построен длинный ряд красных палаток на берегу канала Сан-Мартен, ускорила её принятие. В дальнейшем планируется лоббировать закон, поднимающий налог на текстильные товары на 0,1 %, что позволит финансировать секонд-хенды.

## Сексуальные домогательства
В июле 2024 года Фонд Аббата Пьера и Эммауса опубликовали отчёт о результатах расследования, которое было инициировано после появления обвинений в насилии со стороны Пьера. Независимая исследовательская группа сообщила, что семь женщин (одна из которых была несовершеннолетней на момент совершения преступлений аббатом) дали показания о случаях насилия, которым они подверглись со стороны французского священника в период с конца 1970-х до 2005 года.
В сентябре 2024 года в новом отчёте, также заказанном Фондом, было установлено, что аббат Пьер сексуально домогался как минимум до двух десятков женщин. Также, согласно отчёту, предположительно пострадал ребёнок в возрасте 8—9 лет. Эти преступления были совершены как во Франции, так и в США. Второй отчёт привёл к решению о переименовании Фонда аббата Пьера, а также к голосованию Emmaus France за удаление имени священника из логотипа организации. Центр аббата Пьера в Эстевилле (Нормандия), где он прожил много лет и был похоронен, планировалось закрыть, а также обсуждалась утилизация сотен статуэток, бюстов и других изображений основателя благотворительной организации. Существуют доказательства того, что коллеги из Эммауса и Католической церкви знали об актах насилия со стороны аббата Пьера, но предпочли замалчивать проблему.

## Награды
- Кавалер Большого креста ордена Почётного легиона (13 июля 2004 года)
- Великий офицер ордена Почётного легиона (1992 год и вновь 19 апреля 2001 года)
- Командор ордена Почётного легиона (1987 год)
- Офицер ордена Почётного легиона (1981 год)
- Кавалер ордена Почётного легиона (19 декабря 1946 года)
- Военный крест 1939—1945 с двумя пальмовыми ветвями (12 февраля 1945 года и 19 декабря 1946 года)
- Медаль Сопротивления (12 февраля 1946 года)
- Медаль за побег из плена
- Крест Добровольцев (1946 год)
- Крест бойца
- Памятная медаль войны 1939—1945 с планками «France», «Libération»
- Медаль Сопротивления (Бельгия, 14 июля 1947 года)
- Великий офицер Национального ордена Квебека (Канада, 1995 год)
- Офицер ордена Кедра (Ливан)